# 劉若宜
劉若宜（？—17世紀），字宜之，號泰斋，人称甑山先生，安慶府懷寧縣人，明朝、南明政治人物。

## 生平
崇禎六年（1633年）癸酉科應天府鄉試舉人，崇禎十年（1637年）成進士，兵部觀政，歷任刑部主事、兵部職方司郎中，多次上疏戰略，但未獲理會，北京淪陷後兩次上吊自殺，都被家人所救，因此薙髮在浣花庵出家，不久繞道到南京。
弘光年間他和朱芾煌、吳國琦、徐天麟、姜一學、周祚新、張印中、吳亮明、潘自得、王健、賀燕徵、黃衷赤、張大賡、張延祚、姚孫棐、金邦柱、黃泰來、黃鍾斗、李長似、張拱端、徐肇森、荊廷實、許士健、劉星耀、陳璧、董念陛在兵部任職，南京失陷後拒絕出仕清朝，說：「山僧久卸朝天路，只整威儀拜法王。」以老病不出入城市，在家中和客人促膝而坐，寫下的詩文都燒毀，到八十八歲去世。

## 家族
曾祖刘恺。祖父刘钊。父劉尚志，隆慶五年辛未進士。兄劉若宰，崇禎元年狀元。

## 引用
1. 1 2  錢海岳《南明史·卷三十一·列傳第七》：若宜，字宜之，懷寧人。崇禎十年進士，歷刑部主事、職方郎中，迭疏陳戰守事宜。
2. ↑  民國《懷寧縣志·卷十五·選舉表》誤作（天啟）丁卯（舉人）……劉若宜 若宰弟，據《南國賢書》改。
3. ↑  《崇祯十年丁丑科进士三代履历》：刘若宜，曾祖恺，祖钊，父尚志，山东左布政。泰斋，诗二房，壬子九月十一日生，怀宁县人，癸酉九十六名，会一百八十名，三甲七名，兵部观政，戊寅授刑部广西司主事，己卯丁忧，壬午起职方主事。
4. ↑  民國《懷寧縣志·卷二十一·隱逸》：劉若宜，字宜之，布政尚志子。崇禎丁丑進士，授刑部主事，遷兵部職方司員外郎。時流寇猖，蹂躪六院，若宜上疏曰……不報。甲申聞賊陷京師，兩次投繯皆為家人救不死，尋薙髮為僧，遯浣花庵，間道南還。
5. ↑  錢海岳《南明史·卷三十一·列傳第七》：（弘光）時兵部先後司官之可紀者，為朱芾煌、吳國琦、劉若宜、徐天麟、姜一學、周祚新、張印中、吳亮明、潘自得、王健、賀燕徵、黃衷赤、張大賡、張延祚、姚孫棐、金邦柱、黃泰來、黃鍾斗、李長似、張拱端、徐肇森、荊廷實、許士健、劉星耀、陳璧、董念陛云。……南京亡，僧服隱甑山三十年。清薦不出。卒年八十八。
6. ↑  民國《懷寧縣志·卷二十一·隱逸》：鼎革以來兩臺薦辟皆不就，謝以詩曰：「山僧久卸朝天路，只整威儀拜法王。」又託於老病貧作不入城市，說林居西郊外鴨兒塘側，與菜傭雜處，僅一傖僮畫謀生於市。室如斗大，客至促膝而坐，自擎茶進客，終歲不窺門。門外委土成培塿，高數尺開許。性嗜讀書者而不倦，凡作詩文多自焚其草，謂「身將隱矣，焉用文也！」年八十以微疾終，嘗居甑山，人稱為「甑山先生」。